# 倪邦文
倪邦文（1963年5月—），浙江兰溪人。中国共产党党员。

## 生平
四川大学中文系毕业，杭州大学（现浙江大学）中文系中国现代文学专业硕士、中国社会科学院研究生院中国现当代文学专业博士研究生学历。历任温州师范学院讲师，共青团中央统战部干事、处长、副部长，组织部部长等职。2007年5月任中国青年政治学院（中央团校）党委书记。